# Dettingen an der Erms
Dettingen an der Erms (tiếng Đức nghĩa là Dettingen bên bờ sông Erms) là một thị xã thuộc huyện Reutlingen, bang Baden-Württemberg, Đức. Nơi đây nằm cách Reutlingen 12 km về phía đông và cách Stuttgart 46 km.